# برينت بارتولوميو
برينت بارتولوميو (بالإنجليزية: Brent Bartholomew)‏ هو لاعب كرة قدم أمريكية أمريكي، ولد في 22 أكتوبر 1976 في برمنغهام في الولايات المتحدة.

## وصلات خارجية
- برينت بارتولوميو على موقع مرجع كرة القدم المحترفة.كوم (الإنجليزية)